# لملان قرن اهيف (مكيراس)

تعديل مصدري - تعديل

لملان قرن اهيف هي إحدى قرى عزلة مكيراس بمديرية مكيراس التابعة لمحافظة البيضاء، بلغ تعداد سكانها 79 نسمة حسب تعداد اليمن لعام 2004.